# 작은 대문자

강조를 위해 작은 대문자, 페티트 캡스, 이탤릭체를 사용한 모습.

진정한 작은 대문자(위). 크기를 직접 줄인 대문자(아래). 오픈오피스의 도움으로 생성됨.

타이포그래피에서 작은 대문자(small capitals, 스몰 캡스, small caps)는 대문자를 닮았으나 높이과 너비가 작은 소문자 느낌을 주는 소문자 자소 식자이다. 예: Text in Small Caps. 이것은 기술적으로 대소문자 변환이 아닌 글리프(glyph)의 치환이지만 효과는 대소문자 변환 및 크기 조절을 통해 시뮬레이트되기도 한다. 작은 대문자는 오직 대문자로 이루어진 본문보다 우세하지 않은 강조 형태로서 본문에 사용되며 텍스트의 구별, 이탤릭체의 대안으로, 또는 굵은 글씨(bold face)가 부적절한 상황에서 사용된다. 작은 대문자들은 새 문단의 텍스트의 줄이나 구절을 집중시키기 위해, 또는 많은 부분이 타이포그래픽적으로 차별되는 사전적 항목에 추가 스타일을 제공하기 위해 사용할 수 있다.
잘 디자인된 작은 대문자는 단순히 일반 대문자의 크기를 축소한 버전은 아니다. 보통은 다른 문자와 동일한 굵기를 유지하며 가독성을 위해 더 넓은 가로세로비를 가지고 있다.
일반적으로 작은 대문자 글리프의 높이는 1 ex이며 이는 글꼴의 대부분의 소문자의 글자 높이와 동일하다. 그러나 상대적으로 작은 x-높이의 글꼴들의 경우 작은 대문자는 이보다 조금 더 클 수 있다.  이를테면 일부 Tiro Typeworks 글꼴의 경우 작은 대문자 글리프는 x-높이보다 30% 더 크며 풀 캐피털(full capital)의 높이의 70%이다. 이 두 대안을 차별화시키기 위해 x높이 형태는 페티트 캡스(petite caps)라고 부르며 더 큰 형태의 "작은 대문자"라는 용어로 그대로 사용된다. 오픈타입 글꼴은 작은 대문자와 페티트 캡스 기능을 통해 폼을 정의할 수 있다. 탁상출판 프로그램에서 페티트 캡스 기능 지원이 없을 경우 x-높이의 작은 대문자는 대체되는 경우가 있다.

## 같이 보기
- 낙타 대문자

## 추가 문헌
- Willberg, Hans and Forssman, Friedrich (2010). Lesetypografie. Verlag Hermann Schmitz, Mainz. ISBN 978-3-87439-800-8.
- Bringhurst, Robert (2004). The Elements of Typographic Style (version 3.0). Vancouver: Hartley & Marks. ISBN 0-88179-205-5.